# Mathew Leckie
Mathew Allan Leckie (Melbourne, 4 febbraio 1991) è un calciatore australiano, centrocampista del Melbourne City e della nazionale australiana.
È sposato con Laura Friese.

## Caratteristiche tecniche
Come attaccante ricopre vari ruoli in campo come quello di ala destra o ala sinistra, ma anche quello di punta centrale. Giocatore dotato di fisicità e visione di gioco, con un ottimo fiuto per l'assist, è nell'area di rigore avversaria che sa far valere le sue doti di finalizzatore, alle volte riuscendo a segnare anche sotto porta. È di piede destro ma è capace di segnare calciando pure di sinistro, inoltre sa trovare la rete anche con i suoi tiri di testa.

## Carriera

### Club

#### Adelaide Utd e Borussia M'gladbach
La sua carriera nel professionismo è iniziata il 18 ottobre 2009 con l'Adelaide Utd perdendo per 2-0 contro il Melbourne Victory. Nella partita successiva invece ha segnato la sua prima rete con il gol del 2-0 battendo il Northern Fury. Nella vittoria contro il Brisbane Roar ha ottenuto un calcio di rigore che è stato realizzato da Fabian Barbiero segnando il gol del 1-0. Ha realizzato il gol del 2-1 nel successo contro i Newcastle Jets. Nel 2010, nella AFC Champions League segnò il gol del 1-0 con cui ha vinto contro il Pohang Steelers, e ha segnato anche il gol del 2-0 nella vittoria contro il Shandong Taishan. Ha aperto le marcature nella vittoria per 3-2 contro il Melbourne Heart, per poi segnare una rete anche nella vittoria per 3-1 ai danni del Sydney FC. La sua ultima rete per la squadra l'ha segnata nella sconfitta per 3-1 contro il Gold Coast United.
Il 26 aprile 2011 si è trasferito in Germania al Borussia M'gladbach. Non ha trovato molto spazio ma ciononostante ha realizzato 3 gol con il club: il primo nella vittoria per 2-0 contro il TuS Koblenz, il secondo nel successo per 4-2 contro il Kaiserslautern e il terzo nel pareggio per 1-1 contro il Wiedenbrück.

#### FSV Francoforte
Il 19 giugno 2012 viene ceduto in prestito all'FSV Francoforte in 2. Bundesliga, con cui ha segnato il suo primo gol nella vittoria per 3-1 contro l'Hertha Berlino; col medesimo risultato è stata vinta anche la gara contro il Jahn, in cui Leckie ha segnato un'altra rete; successivamente è andato a segno anche nella vittoria per 6-1 battendo il VfR Aalen. Ha giocato pure in seconda squadra nella Regionalliga Südwest segnando una doppietta battendo per 3-1 il SC Idar-Oberstein, e segna una rete anche nella vittoria per 3-1 contro il FC Eschborn. Segna il gol del 2-1 prevalendo contro il Sonnenhof G. nella Coppa di Germania, nell'edizione successiva è stato l'autore di una doppietta vincendo per 3-1 contro il FSV Optik Rathenow.
Nell'edizione 2013-2014 della 2. Bundesliga ha segnato 10 gol e con le sue reti la squadra, segnalandosi per una doppietta vincente (2-0) contro l'Ingolstadt 04, e con due assist decisivi ha permesso alla squadra di vincere per 2-1 contro il Bochum.

#### Ingolstadt 04
Nel maggio 2014 viene acquistato dall'Ingolstadt 04, con cui ha vinto l'edizione 2014-2015 della deconda divisione. Il 24 agosto 2014 è stato l'uomo partita nella vittoria per 2-0 contro il Greuther Fürth segnando una rete e fornendo un assist vincente a Pascal Groß; successivamente è andato a segno nelle vittorie contro il VfR Aalen (4-1), il Bochum (3-0), il St. Pauli (2-1), nel pareggio contro il VfR Aalen (1-1) e nella vittoria per 3-2 contro il Fortuna Düsseldorf. Il 17 maggio 2015 va a segno nel successo per 2-1 contro il Lipsia, che consente alla sua squadra di venire promossa in Bundesliga.
In Bundes segna 3 reti con la squadra nel campionato, la prima con la rete del 1-0 battendo l'Augusta, la seconda nel pareggio contro lo Stoccarda e la terza nella sconfitta per 3-2 contro il Bayer Leverkusen.

#### Hertha Berlino
Il 22 luglio 2017 viene acquistato all'Hertha Berlino. Nella sua prima partita realizza una doppietta che consente alla sua squadra di vincere 2-0 contro lo Stoccarda. Successivamente segna un gol pure nella vittoria per 3-0 contro l'Eintracht Francoforte.
Conclude la sua esperienza nella capitale tedesca dopo 75 presenze e 8 reti in tutte le competizioni.

#### Melbourne City
Il 5 giugno 2021 ritorna in Australia siglando un contratto fino al 2024 con il Melbourne City.

### Nazionale
Nel 2010 viene convocato nell'Under-20 per prendere parte alla Coppa d'Asia giovanile in Cina, ottenendo il secondo posto, segnando una rete nella vittoria per 4-2 contro gli Emirati Arabi Uniti.
Fa il suo esordio nella nazionale maggiore il 14 novembre 2012 nell'amichevole vinta per 1-2 in casa della Corea del Sud. Il 15 ottobre 2013, sempre in amichevole, segna il suo primo gol in nazionale, con la rete del 3-0 vincendo contro il Canada.
Viene convocato per giocare alla Coppa d'Asia 2015 vincendola, giocando in tutte le partite.
Il 4 giugno 2016 realizza il gol del decisivo 1-0 contro la Grecia in una partita amichevole, mentre in un'altra amichevole nel 2018 contro la Rep. Ceca (vinta per 4-0) segna per la prima volta una doppietta.
Giocherà pure alla Coppa d'Asia 2019 e nella partita contro l'Uzbekistan, valida per gli ottavi di finale, finita a reti inviolate e vinta dall'Australia ai rigori con Leckie che ha segnato dal dischetto il gol vincente del 4-2. Tuttavia gli australiani vengono eliminati al turno successivo dagli Emirati Arabi Uniti (1-0).
Convocato per i Mondiali 2022, realizza il gol del decisivo 1-0 contro la Danimarca che consente agli australiani di qualificarsi agli ottavi, in cui i socceroos vengono eliminati dall'Argentina futura vincitrice del torneo (2-1).

## Statistiche

### Presenze e reti nei club
Statistiche aggiornate al 10 novembre 2024.
| Stagione               | Squadra                | Campionato             | Campionato | Campionato | Coppe nazionali | Coppe nazionali | Coppe nazionali | Coppe continentali | Coppe continentali | Coppe continentali | Altre coppe | Altre coppe | Altre coppe | Totale | Totale | Totale |
| Stagione               | Squadra                | Comp                   | Pres       | Reti       | Comp            | Pres            | Reti            | Comp               | Pres               | Reti               | Comp        | Pres        | Reti        | Pres   | Reti   |        |
| ---------------------- | ---------------------- | ---------------------- | ---------- | ---------- | --------------- | --------------- | --------------- | ------------------ | ------------------ | ------------------ | ----------- | ----------- | ----------- | ------ | ------ | ------ |
| 2009-2010              | Adelaide Utd           | AL                     | 20         | 3          | -               | -               | -               | ACL                | 6                  | 2                  |             | -           | -           | 26     | 5      |        |
| 2010-2011              | Adelaide Utd           | AL                     | 13+2       | 4+1        | -               | -               | -               |                    | -                  | -                  |             | -           | -           | 15     | 5      |        |
| Totale Adelaide United | Totale Adelaide United | Totale Adelaide United | 33+2       | 7+1        |                 | -               | -               |                    | 6                  | 2                  |             | -           | -           | 41     | 10     |        |
| 2011-2012              | Borussia M'gladbach    | BL                     | 9          | 0          | CG              | 2               | 0               |                    | -                  | -                  |             | -           | -           | 11     | 0      |        |
| 2012-2013              | FSV Francoforte        | 2BL                    | 28         | 4          | CG              | 2               | 1               |                    | -                  | -                  |             | -           | -           | 30     | 5      |        |
| 2013-2014              | FSV Francoforte        | 2BL                    | 31         | 10         | CG              | 2               | 2               |                    | -                  | -                  |             | -           | -           | 33     | 12     |        |
| Totale FSV Frankfurt   | Totale FSV Frankfurt   | Totale FSV Frankfurt   | 59         | 14         |                 | 4               | 3               |                    | -                  | -                  |             | -           | -           | 63     | 17     |        |
| 2014-2015              | Ingolstadt 04          | 2BL                    | 32         | 7          | CG              | 0               | 0               |                    | -                  | -                  |             | -           | -           | 32     | 7      |        |
| 2015-2016              | Ingolstadt 04          | BL                     | 32         | 3          | CG              | 0               | 0               |                    | -                  | -                  |             | -           | -           | 32     | 3      |        |
| 2016-2017              | Ingolstadt 04          | BL                     | 30         | 0          | CG              | 2               | 0               |                    | -                  | -                  |             | -           | -           | 32     | 0      |        |
| Totale Ingolstadt      | Totale Ingolstadt      | Totale Ingolstadt      | 94         | 10         |                 | 2               | 0               |                    | -                  | -                  |             | -           | -           | 96     | 10     |        |
| 2017-2018              | Hertha Berlino         | BL                     | 26         | 5          | CG              | 1               | 0               | UEL                | 2                  | 1                  |             | -           | -           | 29     | 6      |        |
| 2018-2019              | Hertha Berlino         | BL                     | 18         | 2          | CG              | 1               | 0               |                    | -                  | -                  |             | -           | -           | 19     | 2      |        |
| 2019-2020              | Hertha Berlino         | BL                     | 7          | 0          | CG              | 2               | 0               |                    | -                  | -                  |             | -           | -           | 9      | 0      |        |
| 2020-2021              | Hertha Berlino         | BL                     | 17         | 0          | CG              | 1               | 0               |                    | -                  | -                  |             | -           | -           | 18     | 0      |        |
| Totale Herta Berlino   | Totale Herta Berlino   | Totale Herta Berlino   | 68         | 7          |                 | 5               | 0               |                    | 2                  | 1                  |             | -           | -           | 75     | 8      |        |
| 2021-2022              | Melbourne City         | AL                     | 20+3       | 9+0        | CA              | 1               | 0               | ACL                | 1                  | 0                  |             | -           | -           | 25     | 9      |        |
| 2022-2023              | Melbourne City         | AL                     | 18+3       | 6+1        | CA              | 2               | 1               |                    | -                  | -                  |             | -           | -           | 23     | 8      |        |
| 2023-2024              | Melbourne City         | AL                     | 12+1       | 1+0        | CA              | 2               | 0               | ACL                | 2                  | 0                  |             | -           | -           | 17     | 1      |        |
| 2024-2025              | Melbourne City         | AL                     | 2          | 0          | CA              | 0               | 0               |                    | -                  | -                  |             | -           | -           | 2      | 0      |        |
| Totale Melbourne City  | Totale Melbourne City  | Totale Melbourne City  | 52+7       | 16+1       |                 | 5               | 1               |                    | 3                  | 0                  |             | -           | -           | 67     | 18     |        |
| Totale Carriera        | Totale Carriera        | Totale Carriera        | 324        | 56         |                 | 18              | 4               |                    | 11                 | 3                  |             | -           | -           | 353    | 63     |        |

### Cronologia presenze e reti in nazionale
| Cronologia completa delle presenze e delle reti in nazionale ― Australia | Cronologia completa delle presenze e delle reti in nazionale ― Australia | Cronologia completa delle presenze e delle reti in nazionale ― Australia | Cronologia completa delle presenze e delle reti in nazionale ― Australia | Cronologia completa delle presenze e delle reti in nazionale ― Australia | Cronologia completa delle presenze e delle reti in nazionale ― Australia | Cronologia completa delle presenze e delle reti in nazionale ― Australia | Cronologia completa delle presenze e delle reti in nazionale ― Australia |
| Data                                                                     | Città                                                                    | In casa                                                                  | Risultato                                                                | Ospiti                                                                   | Competizione                                                             | Reti                                                                     | Note                                                                     |
| ------------------------------------------------------------------------ | ------------------------------------------------------------------------ | ------------------------------------------------------------------------ | ------------------------------------------------------------------------ | ------------------------------------------------------------------------ | ------------------------------------------------------------------------ | ------------------------------------------------------------------------ | ------------------------------------------------------------------------ |
| 14-11-2012                                                               | Hwaseong                                                                 | Corea del Sud                                                            | 1 – 2                                                                    | Australia                                                                | Amichevole                                                               | -                                                                        | 88’                                                                      |
| 6-2-2013                                                                 | Malaga                                                                   | Australia                                                                | 2 – 3                                                                    | Romania                                                                  | Amichevole                                                               | -                                                                        | 74’                                                                      |
| 11-10-2013                                                               | Saint-Denis                                                              | Francia                                                                  | 6 – 0                                                                    | Australia                                                                | Amichevole                                                               | -                                                                        | 69’                                                                      |
| 15-10-2013                                                               | Londra                                                                   | Canada                                                                   | 0 – 3                                                                    | Australia                                                                | Amichevole                                                               | 1                                                                        | 63’                                                                      |
| 19-11-2013                                                               | Adelaide                                                                 | Australia                                                                | 1 – 0                                                                    | Costa Rica                                                               | Amichevole                                                               | -                                                                        | 53’                                                                      |
| 5-3-2014                                                                 | Londra                                                                   | Australia                                                                | 3 – 4                                                                    | Ecuador                                                                  | Amichevole                                                               | -                                                                        |                                                                          |
| 26-5-2014                                                                | Sydney                                                                   | Australia                                                                | 1 – 1                                                                    | Sudafrica                                                                | Amichevole                                                               | -                                                                        | 80’ 85’                                                                  |
| 6-6-2014                                                                 | Salvador                                                                 | Croazia                                                                  | 1 – 0                                                                    | Australia                                                                | Amichevole                                                               | -                                                                        | 86’                                                                      |
| 13-6-2014                                                                | Cuiabá                                                                   | Cile                                                                     | 3 – 1                                                                    | Australia                                                                | Mondiali 2014 - 1º turno                                                 | -                                                                        |                                                                          |
| 18-6-2014                                                                | Porto Alegre                                                             | Australia                                                                | 2 – 3                                                                    | Paesi Bassi                                                              | Mondiali 2014 - 1º turno                                                 | -                                                                        |                                                                          |
| 23-6-2014                                                                | Curitiba                                                                 | Australia                                                                | 0 – 3                                                                    | Spagna                                                                   | Mondiali 2014 - 1º turno                                                 | -                                                                        |                                                                          |
| 4-9-2014                                                                 | Liegi                                                                    | Belgio                                                                   | 2 – 0                                                                    | Australia                                                                | Amichevole                                                               | -                                                                        | 32’ 87’                                                                  |
| 8-9-2014                                                                 | Londra                                                                   | Arabia Saudita                                                           | 2 – 3                                                                    | Australia                                                                | Amichevole                                                               | -                                                                        |                                                                          |
| 10-10-2014                                                               | Abu Dhabi                                                                | Emirati Arabi Uniti                                                      | 0 – 0                                                                    | Australia                                                                | Amichevole                                                               | -                                                                        |                                                                          |
| 14-10-2014                                                               | Doha                                                                     | Qatar                                                                    | 1 – 0                                                                    | Australia                                                                | Amichevole                                                               | -                                                                        | 76’                                                                      |
| 18-11-2014                                                               | Osaka                                                                    | Giappone                                                                 | 2 – 1                                                                    | Australia                                                                | Amichevole                                                               | -                                                                        |                                                                          |
| 9-1-2015                                                                 | Melbourne                                                                | Australia                                                                | 4 – 1                                                                    | Kuwait                                                                   | Coppa d'Asia 2015 - 1º turno                                             | -                                                                        |                                                                          |
| 13-1-2015                                                                | Sydney                                                                   | Australia                                                                | 4 – 0                                                                    | Oman                                                                     | Coppa d'Asia 2015 - 1º turno                                             | -                                                                        | 77’                                                                      |
| 17-1-2015                                                                | Brisbane                                                                 | Australia                                                                | 0 – 1                                                                    | Corea del Sud                                                            | Coppa d'Asia 2015 - 1º turno                                             | -                                                                        | 60’                                                                      |
| 22-1-2015                                                                | Brisbane                                                                 | Australia                                                                | 2 – 0                                                                    | Cina                                                                     | Coppa d'Asia 2015 - Quarti di finale                                     | -                                                                        | 69’                                                                      |
| 27-1-2015                                                                | Newcastle                                                                | Australia                                                                | 2 – 0                                                                    | Emirati Arabi Uniti                                                      | Coppa d'Asia 2015 - Semifinale                                           | -                                                                        | 42’                                                                      |
| 31-1-2015                                                                | Sydney                                                                   | Australia                                                                | 2 – 1 dts                                                                | Corea del Sud                                                            | Coppa d'Asia 2015 - Finale                                               | -                                                                        |                                                                          |
| 25-3-2015                                                                | Kaiserslautern                                                           | Germania                                                                 | 2 – 2                                                                    | Australia                                                                | Amichevole                                                               | -                                                                        |                                                                          |
| 30-3-2015                                                                | Skopje                                                                   | Macedonia                                                                | 0 – 0                                                                    | Australia                                                                | Amichevole                                                               | -                                                                        |                                                                          |
| 16-6-2015                                                                | Biškek                                                                   | Kirghizistan                                                             | 1 – 2                                                                    | Australia                                                                | Qual. Mondiali 2018                                                      | -                                                                        |                                                                          |
| 3-9-2015                                                                 | Perth                                                                    | Australia                                                                | 5 – 0                                                                    | Bangladesh                                                               | Qual. Mondiali 2018                                                      | 1                                                                        | 62’                                                                      |
| 8-9-2015                                                                 | Dušanbe                                                                  | Tagikistan                                                               | 0 – 3                                                                    | Australia                                                                | Qual. Mondiali 2018                                                      | -                                                                        | 65’ 79’                                                                  |
| 8-10-2015                                                                | Amman                                                                    | Giordania                                                                | 2 – 0                                                                    | Australia                                                                | Qual. Mondiali 2018                                                      | -                                                                        |                                                                          |
| 24-3-2016                                                                | Adelaide                                                                 | Australia                                                                | 7 – 0                                                                    | Tagikistan                                                               | Qual. Mondiali 2018                                                      | -                                                                        | 76’                                                                      |
| 29-3-2016                                                                | Sydney                                                                   | Australia                                                                | 5 – 1                                                                    | Giordania                                                                | Qual. Mondiali 2018                                                      | -                                                                        | 64’                                                                      |
| 4-6-2016                                                                 | Sydney                                                                   | Australia                                                                | 1 – 0                                                                    | Grecia                                                                   | Amichevole                                                               | 1                                                                        | 61’                                                                      |
| 7-6-2016                                                                 | Melbourne                                                                | Australia                                                                | 1 – 2                                                                    | Grecia                                                                   | Amichevole                                                               | -                                                                        | 28’ 77’                                                                  |
| 1-9-2016                                                                 | Perth                                                                    | Australia                                                                | 2 – 0                                                                    | Iraq                                                                     | Qual. Mondiali 2018                                                      | -                                                                        | 75’                                                                      |
| 6-9-2016                                                                 | Abu Dhabi                                                                | Emirati Arabi Uniti                                                      | 0 – 1                                                                    | Australia                                                                | Qual. Mondiali 2018                                                      | -                                                                        |                                                                          |
| 6-10-2016                                                                | Gedda                                                                    | Arabia Saudita                                                           | 2 – 2                                                                    | Australia                                                                | Qual. Mondiali 2018                                                      | -                                                                        | 61’                                                                      |
| 11-10-2016                                                               | Melbourne                                                                | Australia                                                                | 1 – 1                                                                    | Giappone                                                                 | Qual. Mondiali 2018                                                      | -                                                                        | 82’                                                                      |
| 15-11-2016                                                               | Bangkok                                                                  | Thailandia                                                               | 2 – 2                                                                    | Australia                                                                | Qual. Mondiali 2018                                                      | -                                                                        | 57’                                                                      |
| 23-3-2017                                                                | Baghdad                                                                  | Iraq                                                                     | 1 – 1                                                                    | Australia                                                                | Qual. Mondiali 2018                                                      | 1                                                                        |                                                                          |
| 28-3-2017                                                                | Sydney                                                                   | Australia                                                                | 2 – 0                                                                    | Emirati Arabi Uniti                                                      | Qual. Mondiali 2018                                                      | 1                                                                        |                                                                          |
| 8-6-2017                                                                 | Sydney                                                                   | Australia                                                                | 3 – 2                                                                    | Arabia Saudita                                                           | Qual. Mondiali 2018                                                      | -                                                                        |                                                                          |
| 13-6-2017                                                                | Melbourne                                                                | Australia                                                                | 0 – 4                                                                    | Brasile                                                                  | Amichevole                                                               | -                                                                        | 57’                                                                      |
| 19-6-2017                                                                | Soči                                                                     | Australia                                                                | 2 – 3                                                                    | Germania                                                                 | Conf. Cup 2017 - 1º turno                                                | -                                                                        |                                                                          |
| 22-6-2017                                                                | San Pietroburgo                                                          | Camerun                                                                  | 1 – 1                                                                    | Australia                                                                | Conf. Cup 2017 - 1º turno                                                | -                                                                        |                                                                          |
| 25-6-2017                                                                | Mosca                                                                    | Cile                                                                     | 1 – 1                                                                    | Australia                                                                | Conf. Cup 2017 - 1º turno                                                | -                                                                        | 57’                                                                      |
| 31-8-2017                                                                | Saitama                                                                  | Giappone                                                                 | 2 – 0                                                                    | Australia                                                                | Qual. Mondiali 2018                                                      | -                                                                        |                                                                          |
| 5-9-2017                                                                 | Melbourne                                                                | Australia                                                                | 2 – 1                                                                    | Thailandia                                                               | Qual. Mondiali 2018                                                      | 1                                                                        |                                                                          |
| 5-10-2017                                                                | Malacca                                                                  | Siria                                                                    | 1 – 1                                                                    | Australia                                                                | Qual. Mondiali 2018                                                      | -                                                                        | 80’                                                                      |
| 10-10-2017                                                               | Sydney                                                                   | Australia                                                                | 2 – 1 dts                                                                | Siria                                                                    | Qual. Mondiali 2018                                                      | -                                                                        | 25’                                                                      |
| 15-11-2017                                                               | Sydney                                                                   | Australia                                                                | 3 – 1                                                                    | Honduras                                                                 | Qual. Mondiali 2018                                                      | -                                                                        | 82’                                                                      |
| 23-3-2018                                                                | Oslo                                                                     | Norvegia                                                                 | 4 – 1                                                                    | Australia                                                                | Amichevole                                                               | -                                                                        | 85’                                                                      |
| 27-3-2018                                                                | Londra                                                                   | Colombia                                                                 | 0 – 0                                                                    | Australia                                                                | Amichevole                                                               | -                                                                        | 88’                                                                      |
| 1-6-2018                                                                 | Sankt Pölten                                                             | Australia                                                                | 4 – 0                                                                    | Rep. Ceca                                                                | Amichevole                                                               | 2                                                                        | 84’                                                                      |
| 9-6-2018                                                                 | Budapest                                                                 | Ungheria                                                                 | 1 – 2                                                                    | Australia                                                                | Amichevole                                                               | -                                                                        | 22’                                                                      |
| 16-6-2018                                                                | Kazan'                                                                   | Francia                                                                  | 2 – 1                                                                    | Australia                                                                | Mondiali 2018 - 1º turno                                                 | -                                                                        | 13’                                                                      |
| 21-6-2018                                                                | Samara                                                                   | Danimarca                                                                | 1 – 1                                                                    | Australia                                                                | Mondiali 2018 - 1º turno                                                 | -                                                                        |                                                                          |
| 26-6-2018                                                                | Soči                                                                     | Australia                                                                | 0 – 2                                                                    | Perù                                                                     | Mondiali 2018 - 1º turno                                                 | -                                                                        |                                                                          |
| 15-10-2018                                                               | Al Kuwait                                                                | Kuwait                                                                   | 0 – 4                                                                    | Australia                                                                | Amichevole                                                               | -                                                                        | 73’                                                                      |
| 17-11-2018                                                               | Brisbane                                                                 | Australia                                                                | 1 – 1                                                                    | Corea del Sud                                                            | Amichevole                                                               | -                                                                        | 85’                                                                      |
| 20-11-2018                                                               | Sydney                                                                   | Australia                                                                | 3 – 0                                                                    | Libano                                                                   | Amichevole                                                               | 1                                                                        | 66’                                                                      |
| 21-1-2019                                                                | al-'Ayn                                                                  | Australia                                                                | 0 – 0 dts (4 – 2 dtr)                                                    | Uzbekistan                                                               | Coppa d'Asia 2019 - Ottavi di finale                                     | -                                                                        | 68’                                                                      |
| 25-1-2019                                                                | al-'Ayn                                                                  | Emirati Arabi Uniti                                                      | 1 – 0                                                                    | Australia                                                                | Coppa d'Asia 2019 - Quarti di finale                                     | -                                                                        | 60’                                                                      |
| 10-9-2019                                                                | Al Kuwait                                                                | Kuwait                                                                   | 0 – 3                                                                    | Australia                                                                | Qual. Mondiali 2022                                                      | 2                                                                        | cap. 69’                                                                 |
| 10-10-2019                                                               | Canberra                                                                 | Australia                                                                | 5 – 0                                                                    | Nepal                                                                    | Qual. Mondiali 2022                                                      | -                                                                        | 77’                                                                      |
| 3-6-2021                                                                 | Sydney                                                                   | Australia                                                                | 3 – 0                                                                    | Kuwait                                                                   | Qual. Mondiali 2022                                                      | 1                                                                        | 78’                                                                      |
| 11-6-2021                                                                | Al Kuwait                                                                | Nepal                                                                    | 0 – 3                                                                    | Australia                                                                | Qual. Mondiali 2022                                                      | 1                                                                        |                                                                          |
| 11-11-2021                                                               | Sydney                                                                   | Australia                                                                | 0 – 0                                                                    | Arabia Saudita                                                           | Qual. Mondiali 2022                                                      | -                                                                        | 78’                                                                      |
| 16-11-2021                                                               | Sharjah                                                                  | Cina                                                                     | 1 – 1                                                                    | Australia                                                                | Qual. Mondiali 2022                                                      | -                                                                        | 77’                                                                      |
| 27-1-2022                                                                | Melbourne                                                                | Australia                                                                | 4 – 0                                                                    | Vietnam                                                                  | Qual. Mondiali 2022                                                      | -                                                                        | 66’                                                                      |
| 1-2-2022                                                                 | Mascate                                                                  | Oman                                                                     | 2 – 2                                                                    | Australia                                                                | Qual. Mondiali 2022                                                      | -                                                                        | 73’                                                                      |
| 7-6-2022                                                                 | Ar Rayyan                                                                | Emirati Arabi Uniti                                                      | 1 – 2                                                                    | Australia                                                                | Qual. Mondiali 2022                                                      | -                                                                        | 90+1’                                                                    |
| 13-6-2022                                                                | Ar Rayyan                                                                | Australia                                                                | 0 – 0 dts (5 – 4 dtr)                                                    | Perù                                                                     | Qual. Mondiali 2022                                                      | -                                                                        | 85’                                                                      |
| 22-9-2022                                                                | Brisbane                                                                 | Australia                                                                | 1 – 0                                                                    | Nuova Zelanda                                                            | Amichevole                                                               | -                                                                        | 70’                                                                      |
| 25-9-2022                                                                | Auckland                                                                 | Nuova Zelanda                                                            | 0 – 2                                                                    | Australia                                                                | Amichevole                                                               | -                                                                        |                                                                          |
| 22-11-2022                                                               | Al Wakrah                                                                | Francia                                                                  | 4 – 1                                                                    | Australia                                                                | Mondiali 2022 - 1º turno                                                 | -                                                                        |                                                                          |
| 26-11-2022                                                               | Al Wakrah                                                                | Tunisia                                                                  | 0 – 1                                                                    | Australia                                                                | Mondiali 2022 - 1º turno                                                 | -                                                                        | 85’                                                                      |
| 30-11-2022                                                               | Al Wakrah                                                                | Australia                                                                | 1 – 0                                                                    | Danimarca                                                                | Mondiali 2022 - 1º turno                                                 | 1                                                                        | 89’                                                                      |
| 3-12-2022                                                                | Al Rayyan                                                                | Argentina                                                                | 2 – 1                                                                    | Australia                                                                | Mondiali 2022 - Ottavi di finale                                         | -                                                                        | 72’                                                                      |
| 15-6-2023                                                                | Pechino                                                                  | Argentina                                                                | 2 – 0                                                                    | Australia                                                                | Amichevole                                                               | -                                                                        | 73’                                                                      |
| 11-6-2024                                                                | Dacca                                                                    | Australia                                                                | 5 – 0                                                                    | Palestina                                                                | Qual. Mondiali 2026                                                      | -                                                                        | 83’                                                                      |
| Totale                                                                   |                                                                          | Presenze                                                                 | 79                                                                       |                                                                          | Reti                                                                     | 14                                                                       |                                                                          |

## Palmarès

### Club

#### Competizioni nazionali
- Campionato tedesco di seconda divisione: 1

Ingolstadt 04: 2014-2015
- Campionato australiano: 1

Melbourne City: 2024-2025

### Nazionale
- Coppa d'Asia: 1

2015